# António A. Coutinho
António Manuel Pinto do Amaral Coutinho GOSE • GOIH (Aveiro, Vera Cruz, 8 de outubro de 1946) é um imunologista português.

## Biografia
Filho de Armindo Tavares Coutinho (Sever do Vouga, Rocas do Vouga, 25 de Outubro de 1914 - Lisboa, 23 de Janeiro de 2007) e de sua mulher Maria da Nazaré Pinto do Amaral (Estarreja, Beduído, 7 de Outubro de 1915 - Lisboa, 14 de Setembro de 2004). É primo-irmão de Fernando Pinto do Amaral.
Em 1969 concluiu a Licenciatura em Medicina na Faculdade de Medicina da Universidade de Lisboa, e em 1974 recebeu os graus de Doutor em Microbiologia Médica e de docente em Imunologia pelo Instituto Karolinska, da Suécia. 
Investigador do Instituto de Imunologia de Basileia, na Suíça, entre 1975 e 1979, foi nomeado professor e director do Departamento de Imunologia da Faculdade de Medicina da Universidade de Umeå, na Suécia, cargo que exerceu entre 1979 a 1984. 
Em 1980 integrou os quadros científicos do Centro Nacional de Investigação Científica francês III (CNRS), para criar a Unidade de Imunobiologia no Instituto Pasteur em Paris, que dirigiu de 1982-1998, como Director de Investigação do CNRS e Professor do Instituto Pasteur, tendo exercido o cargo de Director do Departamento de Imunologia entre 1991 e 1994. Foi ainda Professor Visitante no Instituto de Tecnologia de Massachusetts (MIT) e na Universidade de São Paulo, tendo sido eleito Professor de Patologia Geral da Universidade de Geneva (1982) e nomeado Professor de Imunologia na Faculdade de Medicina da Universidade de Lund (1987), cargos que não chegou a ocupar. 
Dirigiu o Instituto Gulbenkian de Ciência de 1998-2012, sendo actualmente membro da sua Comissão de Gestão. Em 2012 foi nomeado membro coordenador do Conselho Nacional de Ciência e Tecnologia, e é professor catedrático convidado de Imunologia da Faculdade de Medicina da Universidade de Lisboa. 
Durante a sua carreira científica recebeu vários prémios e distinções: Prémio Fernstrbmska da Universidade de Uma em 1981; Prémio Aniversario da FEBS (Federação das Sociedades Europeias de Bioquímica) em 1982; Prémio Gulbenkian de Ciência conjuntamente com os professores Benedita Rocha e António Freitas, em 1987; Prémio Behring-Metchnikoff, da Sociedade Francesa de Imunologia, em 1990; Prémio Lacassagne do "College de France" em 1995; Ordem do Cruzeiro do Sul (Brasil) em 1998; Légion d'Honneur (França) em 2001; Placa de Homenagem da Sociedade Brasileira de Imunologia em 2002; Ordem do Infante D. Henrique (Portugal) em 2003; Prémio Universidade de Lisboa em 2007; Doutor Honóris Causa pela Universidade Federal de Minas Gerais em 2014.
A 9 de Junho de 2003 foi feito Grande-Oficial da Ordem do Infante D. Henrique.
O professor António Coutinho é membro da European Molecular Biology Organization (EMBO), da Academia Portuguesa de Medicina, membro estrangeiro da Academia Brasileira de Ciências, Sócio Honorário da Sociedade Portuguesa de Imunologia e Presidente da Sociedade das Ciências Médicas de Lisboa desde 2006.
A 14 de Abril de 2015 foi feito Grande-Oficial da Ordem Militar de Sant'Iago da Espada.

## Publicações
A. Coutinho tem mais de 450 publicações sendo, segundo dados do Institute for Scientific Information, um dos 100 imunologistas mais citados do mundo.